# Prothema sulawense
Prothema sulawense es una especie de escarabajo longicornio del género Prothema, tribu Prothemini, subfamilia Cerambycinae. Fue descrita científicamente por Hüdepohl en 1998.
La especie se mantiene activa durante el mes de noviembre.

## Descripción
Mide 12 milímetros de longitud.

## Distribución
Se distribuye por Indonesia.